# Crotalaria montana
Crotalaria montana là một loài thực vật có hoa trong họ Đậu. Loài này được Roth miêu tả khoa học đầu tiên.

## Hình ảnh

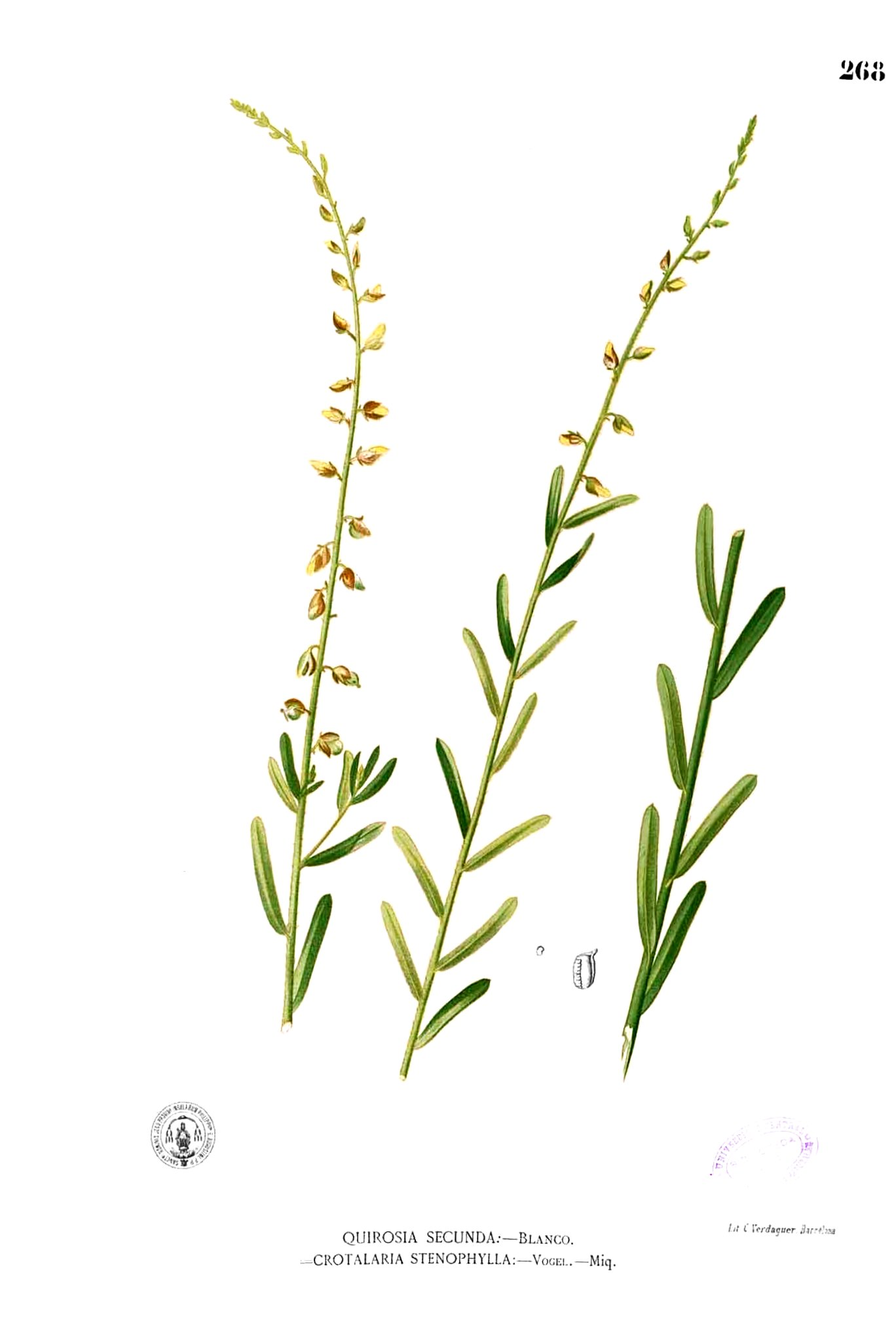
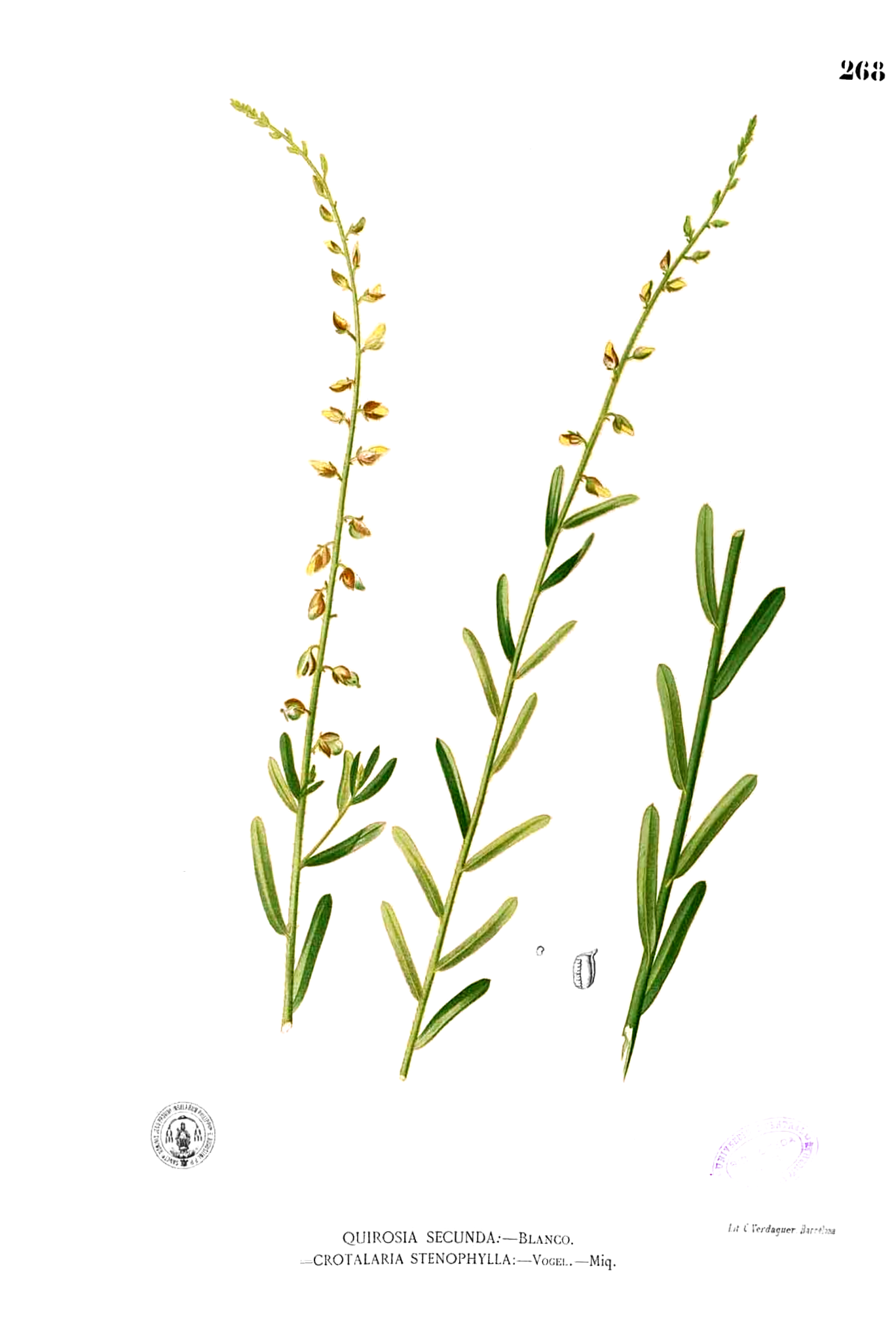